# 청주 보살사 영산회 괘불탱
청주 보살사 영산회 괘불탱(淸州 菩薩寺 靈山會 掛佛幀)은 충청북도 청주시, 보살사에 있는 조선시대의 탱화이다. 1997년 8월 8일 대한민국의 보물 제1258호로 지정되었다.

## 개요
괘불이란 절에서 큰 법회나 의식을 행하기 위해 법당 앞 뜰에 걸어 놓고 예배를 드리는 대형 불화를 말하며, 영산회상도는 그 중에서 석가가 설법하는 장면을 묘사한 그림이다.
보살사영산회괘불탱은 길이 6.13m, 폭 4.26m로 삼베 위에 그린 것이며, 붉은색을 주로 사용하였고 녹색·황색 등 중간색을 넣어 밝은 화면을 보여준다. 남아 있는 글을 통해 조선 인조 27년(1649)에 경기도·충청도 등지에서 활약했던 신겸, 덕희, 경윤 등이 그린 것임을 알 수 있다.
중앙에 앉아 있는 석가모니 본존불은 사각형의 얼굴에 이목구비가 근엄하고 엄격한 표정을 지니며 당당한 신체에서는 중후한 모습을 풍긴다. 옷은 오른쪽 어깨를 드러내고 왼쪽 어깨에 걸치고 있는 모습이며, 오른손 손끝이 땅을 향하고 있는 항마촉지인을 하고 있다. 하단의 8대보살, 중단의 10대제자 등은 석가불 주변을 빽빽하게 에워싸며 좌우대칭의 구도를 보이고 있다.
본존불의 얼굴이 또렷하고 신체가 당당하여 화면을 압도하는 듯하며, 선명한 색채·화려한 문양·석가를 둘러싼 무리들의 세밀하고 단아한 묘사로 당대 불화의 대표작으로 높이 평가되고 있다.

## 같이 보기
- 보살사

## 참고 자료
- 청주 보살사 영산회 괘불탱 - 국가유산청 국가유산포털